# Военинженер 1-го ранга
Военинженер 1-го ранга — воинское звание в Рабоче-Крестьянской Красной Армии ВС Союза ССР для старшего инженерно-технического состава.

## История
Звание введено Постановлением ЦИК СССР и СНК СССР, от 22 сентября 1935 года, «О введении персональных военных званий начальствующего состава Рабоче-Крестьянской Красной Армии и об учреждении положения о прохождении службы командным и начальствующим составом РККА», отменено Указом Президиума Верховного совета СССР от 7 мая 1940 года «Об установлении воинских званий высшего командного состава Красной армии».
Предшествующее более низкое звание: военинженера 2-го ранга. Следующее более высокое звание: бригинженера и инженер-флагмана 3-го ранга.
Соответствовало званиям капитан 2-го ранга и подполковник; аналог воинского звания капитан 2-го ранга в российском, советском и иностранных военно-морских флотах.